# Prsnica
Prsnica ali grodnica (latinsko sternum) je neparna ploščata kost, ki leži na sredinski ravnini na sprednji strani prsnega koša. Delimo jo na ročaj (manubrium sterni), telo (corpus sterni) in hrustančni podaljšek (processus xiphoideus). Ročaj je s telesom spet z vezivnim hrustancem in skupaj tvorita kot - angulus sterni. Zgoraj je ročaj zarezan (incisura jugularis), ob straneh pa ima ročaj dve vreznini za ključnico in za prvo rebro. Med ročajem in telesom je zareza za drugo rebro, na telesu jih je še pet, za tretje do sedmo rebro.